# 巴 (法老)
巴，是埃及早王朝時期的一个塞拉赫名，或者可能是统治于埃及第一王朝末期、第二王朝后期或者第三王朝时期的古埃及法老。他的统治时长和位于王表中的时间顺序都是未知的。

## 名字的来源
法老“巴”唯一可以确定的名字来源是一块绿色片岩的碎片，发现于位于萨卡拉的左塞尔金字塔中的地下画廊以及一位高官尼·安可·巴（Ny-Ankh-Ba）的马斯塔巴墓葬（第六王朝时期）。

## 身份
目前对法老“巴”的了解很少。为数不多的考古学证据只能证明存在过这样一个统治者，但它们没有提供更多的信息。
1899年，科学家亚历山德罗·里奇（Alessandro Ricci）发布了一个内含一条单腿的象形文字的塞拉赫绘画。图片见于ZeitschriftfürÄgyptischeSprache und Altertumskunde系列的第35卷中。根据亚历山德罗·里奇的说法，这是在西奈半岛的马格里布干河谷（Wadi Maghareh）地区的一块岩石铭文中发现的。在埃及古物学家雅罗斯拉夫·切尔尼（Jaroslav Černý）和米歇尔·鲍德兹（Michel BaudeZ）发现，亚历山德罗·里奇提到的是岩石碑文的第三王朝法老内布卡一世的。里奇（Ricci）只是误解了萨纳赫特的名字所用的符号——绳索环的直立符号，是水的锯齿形符号和下方的作为单腿符号的分支符号。
切尔尼（Černý）和彼得·卡普兰尼（Peter Kaplony）等埃及学家认为，法老“巴”可能与同样用较少证据证明其存在的法老荷鲁斯鸟为同一人。这位统治者用似鹅的鸟的名字来写他的名字，但是所刻画的鸟的标志缺乏便于识别的艺术性的细节，因此埃及学者对该“鸟”名字的正确理解和含义存在争议。切尔尼和卡普兰尼认为两位法老的名字具有相同的译名：“Ba”。在这种情况下，法老“巴”和荷鲁斯鸟应为同一历史人物。切尔尼和卡普兰尼的理论未被普遍接受。
与之相反，像纳比尔·斯维琳（Nabil Swelim）这样的埃及学者则认为法老“巴”是第二王朝尼内特吉的直接继任者。他指出了阿拜多斯王表中尼内特吉的名称形式，该名称形式以与法老“巴”的俗名相同的象形符号（绵羊；加汀纳符号E11）开头。因此，斯维琳（Swelim）认为法老“巴”的荷鲁斯名与尼内特吉的出生名称错误地混合在一起。
法老“巴”的埋葬地点不明。